# Benkovačko Selo
Benkovačko Selo je selo u sastavu grada Benkovca. Nalazi se u dijelu sjeverne Dalmacije koji se naziva Ravni kotari. Selo se nalazi u neposrednoj blizini samog Benkovca i djeluje više kao predgrađe ovog gradića nego kao posebno naselje.

## Stanovništvo
Prema popisu stanovništva iz 2011. Benkovačko Selo ima 789 stanovnika.
| broj stanovnika | 127   |       | 162   | 169   | 211   | 264   | 320   | 339   | 436   | 469   | 467   | 445   | 492   | 630   | 524   | 789   | 619   |
|                 | 1857. | 1869. | 1880. | 1890. | 1900. | 1910. | 1921. | 1931. | 1948. | 1953. | 1961. | 1971. | 1981. | 1991. | 2001. | 2011. | 2021. |

## Poznate osobe
- Milenko Manislavić, nogometaš

## Sport
U naselju je postojao nogometni klub Luna 9, nazvan po sovjetskoj svemirskoj letjelici Luna 9.